# Juan Vucetich
Juan Vucetich, né le 20 juillet 1858 sur l'île de Hvar en Croatie et mort le 25 janvier 1925  à Dolores en Argentine, est un fonctionnaire de police argentin d'origine austro-hongrois, pionnier dans l'utilisation des empreintes digitales à des fins d'identification.

## Biographie
Ivan Vučetić naît le 20 juillet 1858 sur l'île de Hvar (en italien, Lesina). Cette île fait partie de l’archipel dalmate, alors situé en Autriche-Hongrie (actuelle Croatie).
Il s'établit en Argentine en 1882, à l'âge de vingt-trois ans. Naturalisé sous le nom de Juan Vucetich, il entre en 1888 au Département central de la police de la province de Buenos Aires, dans la ville de La Plata. D'abord stagiaire à la comptabilité, il est nommé un an et demi plus tard chef du Bureau des statistiques. Par la suite, il crée le Bureau d'identification anthropométrique et, plus tard, le Centre d'études des empreintes digitales, dont il est nommé directeur.
À partir de 1891, il commence à s'intéresser aux traces digitales, ce qui aboutira l'année suivante à la conclusion de l'affaire Rojas, considérée comme la première affaire criminelle au monde résolue grâce à l'identification sur base des empreintes digitales.
Ivan Vucetich nomme sa technique de groupement et de classement des empreintes « dactyloscopie ». En 1900, l'Argentine met en place un système de passeports intérieurs, sur lesquels figurent également les empreintes digitales. En 1904, Ivan Vucetich publie un ouvrage intitulé Dactyloscopie comparée qui permet, en même temps que ses voyages, de diffuser son travail dans d'autres pays.
En 1905, le système dit « dactyloscopique » est adopté par la police fédérale d'Argentine. En 1907, l'Académie des Sciences de Paris reconnaît publiquement que la méthode d'identification des personnes mise au point par Vucetich est la plus précise alors connue. En 1911, ce système est adopté pour l'identification des citoyens masculins argentins de plus de seize ans quand est promulguée la loi 8129 sur la conscription et le régime électoral.
Lorsque Vucetich visite Paris en 1913, Bertillon lui montre publiquement son mépris. En 1902, Vucetich affirme en effet que les mesures anthropométriques effectuées par Bertillon sont inutilement compliquées et que seules les empreintes digitales peuvent suffire pour identifier un individu.
En son honneur, son nom est attribué à l'École de police de la province de Buenos Aires, ainsi qu'au Centre policier de médecine légale de Zagreb (Croatie).
Veuf de ses deux premiers mariages, Vucetich épouse en troisièmes noces une fermière. Après que des protestations publiques ont eu lieu en Argentine en 1917 contre l'obligation d'une identification générale des personnes, obligation que l'on associait à son nom, Vucetich s'installe dans la ville de Dolores où, atteint de cancer et de tuberculose, il meurt le 25 janvier 1925.

## L'affaire Rojas et la méthode Vucetich
Après avoir lu un article traitant du système de Francis Galton comme méthode d'identification, Ivan Vucetich réalise ses premières fiches d'empreintes digitales le 1er septembre 1891. Elles concernent vingt-trois personnes arrêtées. Cette date sera retenue pour devenir la Journée mondiale des empreintes digitales. 
En 1892 a lieu la première arrestation d'une criminelle, Francisca Rojas, confondue par les traces digitales qu'elle a laissées sur les lieux du crime,.
Après vérification de la méthode d'Ivan Vucetich sur 645 détenus de la prison de La Plata, la police de Buenos Aires adopte officiellement son système d'identification en 1894.